# ウィリー・サニョル
ウィリー・サニョル（Willy Sagnol, 1977年3月18日 - ）は、フランス共和国ロワール県サン＝テティエンヌ出身の元サッカー選手、現サッカー指導者。現役時代のポジションはディフェンダーでフランス代表であった。

## クラブ経歴
ASサンテティエンヌで1995-96シーズンに18歳でリーグ・アンにデビュー。翌年には19歳ながらもキャプテンに任命された。ちなみにこの時は右サイドハーフやボランチでプレーしていた。右サイドバックはASモナコ移籍後にコンバートされたもので、これにより一気に才能を開花させ、1999-2000シーズンのリーグ優勝に貢献した。
2000-01シーズンからはバイエルン・ミュンヘンでプレー。左サイドバックだった同胞のビセンテ・リザラズと共に多くのタイトル獲得に寄与した。
2006年冬には契約満了と共にユヴェントスFC移籍の噂が流れたが結局は契約延長した。2007年はアキレス腱の怪我からの復帰のためにリハビリ中であったが、復帰のメドが経たずその間にクリスティアン・レルやフィリップ・ラーム等にポジションを奪われたため2009年2月22日をもって現役を引退した。

## 代表経歴
代表としてはユースを経てA代表に招集され、2000年のトルコ戦にてデビューした。長年の間、名手リリアン・テュラムの陰に隠れた存在だったが、EURO2004でのテュラムの代表引退後は不動のレギュラーとなる。2005年にテュラムは代表復帰したが、センターバック専任のためポジションは安泰であった。初めて代表レギュラーとして臨んだ大舞台である2006年W杯では、全試合にフル出場し、母国の準優勝に貢献した。その後はアントニー・レヴェイエールやフランソワ・クレール、バカリ・サニャらが台頭したがポジションは守った。

## 指導者経歴
現役引退後は指導者に転向し、2013年にU-21フランス代表の監督に就任した。
2014年5月23日、U-21フランス代表の監督を退任し、FCジロンダン・ボルドーの監督に就任した。契約期間は2年間。初年度の2014-15シーズンは前年より1つ上位のリーグ6位で終え、翌年のUEFAヨーロッパリーグ出場権を獲得した。EL予選3次ラウンドのAEKラルナカ戦で2試合合計4-0と完勝し2015-16シーズンのスタートを切ったが、リーグ開幕戦ではスタッド・ランス相手に敗戦。そのままクラブはリーグ下位に低迷し、ELでもグループリーグ突破はならなかった。トゥールーズFCとのダービーマッチに4-0の大敗を喫した2日後の2016年3月14日に解任された。
2017年6月、古巣バイエルン・ミュンヘンのアシスタントコーチに就任。同年9月に監督のカルロ・アンチェロッティが成績不振を理由に解任されるとバイエルンの暫定監督として指揮を執った。同年10月、後任としてユップ・ハインケスが監督に就任すると、ペーター・ヘルマンをはじめハインケスの旧知のスタッフが入閣したため、アシスタントコーチを退任した。
2021年2月、ジョージア代表の監督に就任した。

## 代表歴

### 出場大会
- フランス代表
  - 2002 FIFAワールドカップ
  - 2006 FIFAワールドカップ

### 試合数
- 国際Aマッチ 58試合 0得点（2000年-2008年）[7]

| フランス代表 | 国際Aマッチ | 国際Aマッチ |
| 年           | 出場        | 得点        |
| ------------ | ----------- | ----------- |
| 2000         | 1           | 0           |
| 2001         | 7           | 0           |
| 2002         | 4           | 0           |
| 2003         | 8           | 0           |
| 2004         | 7           | 0           |
| 2005         | 7           | 0           |
| 2006         | 17          | 0           |
| 2007         | 2           | 0           |
| 2008         | 5           | 0           |
| 通算         | 58          | 0           |

## タイトル

### クラブ
モナコ
- リーグ・アン : 1999-00
- トロフェ・デ・シャンピオン : 1997, 2000

バイエルン・ミュンヘン
- UEFAチャンピオンズリーグ : 2000-01
- ブンデスリーガ : 2000-01, 2002-03, 2004-05, 2005-06, 2007-08
- DFBポカール : 2002-03, 2004-05, 2005-06, 2007-08
- DFLリーガポカール : 2004, 2007
- インターコンチネンタルカップ : 2001

### 代表
フランス
- FIFAコンフェデレーションズカップ : 2001, 2003